# Universiteit van Vermont
De Universiteit van Vermont (Engels: University of Vermont, officieel University of Vermont and State Agricultural College) is een openbare, door de staat gesubsidieerde universiteit en sinds 1862 de officiële universiteit van Vermont. De universiteit staat algemeen bekend als "UVM", een afkorting van haar Latijnse naam, Universitas Viridis Montis (Universiteit van de Groene Bergen). De UVM was een van de originele acht public Ivy's.
Met bouwjaar 1791 behoort de UVM tot de oudste universiteiten van de Verenigde Staten en het was de vijfde universiteit van New England.
De campus van de universiteit is 1,82 km² groot en gelegen te Burlington. Op de UVM-campus liggen onder meer de historische University Green, het Dudley H. Davis centrum - het eerste studentencentrum van het land dat een U.S. Green Building Council LEED Gold certificaat kreeg - het Fleming Kunstmuseum en het Gutterson/Patrick-sportcomplex, dat UVM's Eerste Divisie-sportploegen huist. Het grootste ziekenhuiscomplex in Vermont, het Fletcher Allen Health Care, heeft zijn voornaamste vestiging naast de UVM-campus en werkt samen met de afdeling geneeskunde van de UVM.

## Geschiedenis
De Universiteit van Vermont werd opgericht als een privé-universiteit in 1791, hetzelfde jaar waarin Vermont de 14de staat van de Verenigde Staten werd. In 1865 ging de universiteit op in de Vermont Agricultural College (gecharterd op 22 november 1864 na de goedkeuring van de Morrill Land-Grant Colleges Act), en aldus werd de University of Vermont and State Agricultural College geboren. Heden ten dage vermengt de universiteit zowel de tradities van private als van publieke universiteiten. De UVM krijgt zowat 7 procent van diens algemeen fonds (ongeveer 10 procent van diens huidige operationele begroting) van de staat Vermont en 35 procent van de studenten zijn inwoners van Vermont zelf; 65 procent van de studenten komen van andere staten en landen.
Veel van het initiële fonds en plannen voor de universiteit werd toegekend door een van de stichters van de staat Vermont, Ira Allen, die geëerd wordt als de stichter van UVM. Allen doneerde een perceel van 200.000 vierkante meter voor de oprichting van de universiteit. Op het grootste grasveld van de universiteit staat een standbeeld van Allen.
De inwoners van Burlington spronsorden het eerste bouwwerk van de universiteit. Toen een brand in 1824 het gebouw verwoestte, betaalden ze ook voor het herstel. Dit gebouw kwam bekend te staan onder de naam Old Mill (Oude Molen), vanwege de gelijkenis met molens die vaak voorkwamen in New England in die tijd. De Markies de La Fayette, een Franse generaal die aanvoerder was in de Amerikaanse revolutie, legde bij zijn bezoek aan de Verenigde Staten in 1824-1825 de hoeksteen van de Old Mill. Een standbeeld van de La Fayette staat op het noorden van het grootste grasveld.
De Universiteit van Vermont heeft vaak een voortrekkersrol gespeeld in het garanderen van eerlijkheid en gelijkheid. Het was de eerste Amerikaanse universiteit met een charter dat expliciet verklaarde dat de "regels, reglement en statuten zullen niet voorkeur geven aan enige religieuze sekte of coupure dan ook".
Bovendien was de universiteit een vroege aanhanger van de deelname van zowel vrouwen als zwarte Amerikanen in hoger onderwijs. In 1871 tartte de UVM de normale gebruiken door twee vrouwelijke studenten te aanvaarden. Vier jaar later was het de eerste Amerikaanse universiteit om vrouwen volledig lidmaatschap tot Phi Beta Kappa te geven, de oudste academische vereniging van het land. In 1877 aanvaardde de universiteit tevens de eerste zwarte Amerikaan in deze vereniging.
Justin Smith Morrill, een volksvertegenwoordiger (1855-1867) en senator (1867-1898) van Vermont, tevens auteur van de Morrill Land-Grant Colleges Act dat een federaal fonds creëerde voor het oprichten van Amerikaanse Land-Grant universiteit en colleges, was de curator van de universiteit van 1865 tot 1898.